# Hincksella fallax
Hincksella fallax är en nässeldjursart som först beskrevs av Gustav Hartlaub 1904.  Hincksella fallax ingår i släktet Hincksella och familjen Syntheciidae. Inga underarter finns listade i Catalogue of Life.